# Асінас
Асінас (ісп. Hacinas) — муніципалітет в Іспанії, у складі автономної спільноти Кастилія-і-Леон, у провінції Бургос. Населення — 185 осіб (2010).
Муніципалітет розташований на відстані близько 180 км на північ від Мадрида, 50 км на південний схід від Бургоса.

## Демографія
Динаміка населення (INE ):